# 小行星17250
小行星17250（17250 Genelucas）是一颗绕太阳运转的小行星，为主小行星带小行星。该小行星于2000年4月11日发现。

## 轨道参数
小行星17250的轨道半长轴为2.8028205 UA，离心率为0.166。